# 8548 Sumizihara
This page là mộtbout the asteroid; for Freescale processor MPC 8548, see PowerQUICC.
8548 Sumizihara (1994 ER3) là một tiểu hành tinh vành đai chính được phát hiện ngày 14 tháng 3 năm 1994 bởi K. Endate và K. Watanabe ở Kitami.